# مسجد أوقاف (تيرجرد)
مسجد أوقاف (بالفارسية: مسجد بین راهی اوقاف) هي منطقة سكنية تقع في إيران في يزد.